# Joan Olòriz Serra
Joan Olòriz Serra, né le 23 janvier 1954, est un homme politique espagnol membre de la Gauche républicaine de Catalogne (ERC).
Il est élu député de la circonscription de Gérone lors des élections générales de décembre 2015.

## Biographie

### Vie privée
Il est marié et père de deux enfants.

### Profession
Joan Olòriz Serra possède une licence en philosophie et lettres par l'Université autonome de Barcelone et est docteur en histoire par l'Université de Gérone. Il est professeur de secondaire.

### Carrière politique
Il intègre le PSUC en 1970, puis devient membre d'Initiative pour la Catalogne Verts jusqu'en juin 2015. De 2000 à 2015, il est conseiller municipal et second adjoint du maire de Gérone, Carles Puigdemont.
Le 20 décembre 2015, il est élu député pour Gérone au Congrès des députés et réélu en 2016.